# Sergio Valdés
Pour les articles homonymes, voir Sergio Valdés (football), Valdez et Valdés.
Pas d'image ? Cliquez ici

a Compétitions nationales et continentales officielles uniquement.

b Matchs officiels uniquement.
Dernière mise à jour le 12 mars 2021.
Sergio Valdés, né le 17 septembre 1978 à Santiago du Chili, est un joueur chilien de rugby à XV évoluant au poste de deuxième ligne.

## Biographie
Il a joué en équipe du Chili et au sein de l'effectif du SU Agen de 2013 à 2015. Lors de la saison 2015-2016, il  arrête sa carrière sportive professionnelle et prend sa retraite au Saint-Jean-de-Luz OR en fédérale 2.
- avant 2005 : Stade aurillacois
- 2005-2007 : Racing Métro 92
- 2007-2011 : FC Auch
- 2011-2013 : Section paloise
- 2013-2015 : SU Agen
- 2015-2017 : Saint-Jean-de-Luz OR[3]